# Fania Records
Fania Records is een (voormalig) platenlabel uit New York dat in 1964 werd opgericht door de van oorsprong Dominicaanse bandleider/componist Johnny Pacheco en zijn Amerikaanse advocaat Jerry Masucci. Het label is vernoemd naar een populaire lunchroom in Havana waar Masucci regelmatig langskwam toen hij voor een Cubaans pr-bedrijf werkte in het pre-Castro-tijdperk.  Fania specialiseerde zich in salsa en populariseerde deze muziekstijl gedurende de vijfentwintig jaar die het label bestond.

## Geschiedenis

### Jaren 60 en 70
Omdat hij te weinig betaald kreeg voor zijn opnames besloot Johnny Pacheco in 1964 zelf een platenlabel te beginnen; samen met de Italo-Amerikaanse advcoaat en promotor Jerry Masucci richtte hij Fania op als platform voor muziek van latino's in New York. Het label kende een bescheiden start waarbij Pacheco de platen vanuit de achterbak van zijn auto aan de muziekwinkels verkocht; maar na het succes van Pacheco's officiële debuutalbum Cañonazo (Fania 321) groeide Fania geleidelijk uit tot het Motown van de salsa. Grote sterren op het label waren onder andere Pete "El Conde" Rodríguez, Hector Casanova, Rey Reyes, Willie Colón, Celia Cruz, Eric Gale, Larry Harlow, Ray Barretto, Ralfi Pagan, Luis "Perico" Ortiz, Bobby Valentín, Rubén Blades, Héctor Lavoe, Cheo Feliciano, Adalberto Santiago en Ismael Miranda.
In 1968 formeerde Pacheco de Fania All-Stars, een salsasupergroep bestaande uit de gecontracteerde muzikanten en zangers voor gezamenlijke concerten en opnames.  Ze debuteerden in de Red Garter, een club in de Manhattan wijk Greenwich Village, maar het was het concert uit 1971 in de Cheetah, eveneens in Manhattan, dat een legendarische status verwierf.  Pacheco fungeerde als muzikaal leider, zowel naast als op het podium. De Fania All-Stars werden gefilmd voor de documentaire Our Latin Thing die een jaar later uitkwam. 
In 1970 lanceerden Masucci en Pacheco het sublabel Vaya dat in de beginjaren Celia Cruz, Mongo Santamaria, Cheo Feliciano en het duo Ricardo "Richie" Ray & Bobby Cruz vastlegde. 
In 1973 gaven de Fania All-Stars een concert in het Yankee Stadium voor een 45,000-koppig publiek dat enthousiast reageerde op de momenten dat Pacheco een bandlid voorstelde. De live-registratie verscheen in 1975 en behoorde in 2003 tot een tweede serie van vijftig platen die aan de Amerikaanse National Recording Registry werden geschonken. 

### Jaren 80 - heden
In de jaren tachtig liep het succes terug; de vertrouwde salsa werd ingehaald door de melodieuze romántica-variant en in 1989 stopte Fania met het uitbrengen van nieuwe studioalbums. Top Secrets van Willie Colón was de laatste, zij het via zijn productiemaatschappij. Masucci, die Pacheco al rond 1967 had uitgekocht werd de enige eigenaar van Fania en alle sublabels in Zuid-Amerika die hij had overgenomen dan wel gecreëerd.  Na het overlijden van Masucci in 1997 brak er een acht jaar lange periode aan waarin er werd gestreden om de rechten van alles wat aan Fania was verbonden. 
De Fania All Stars waren tegen die tijd "Larry Harlow and the Latin Legends of Fania" geworden. 
In september 2005 werd Fania verkocht aan V2 en het label Emusica uit Miami; begin 2006 kwamen zij met de eerste heruitgaven van de Fania-catalogus (waarvan sommige niet eerder op cd verkrijgbaar waren) met verbeterde geluidskwaliteit en liner notes.  Om ook iets extra's toe te voegen gaf Código Records, een sublabel van Emusica, toestemming aan dj's en producers om remixversies te maken van de originele nummers. 
Sinds 2018 is Fania eigendom van Concord dat het label overnam van Codigo Entertainment. De catalogus van Fania bestaat uit 19,000 masteropnamen en 8,000 composities.

## Lijst van artiesten
- Rubén Blades
- Alfredo De La Fé
- Willie Colón
- Ángel Canales
- Edwin Tito Asencio
- Jimmy Bosch
- Pupi Legarreta
- Papo Lucca
- Nicky Marrero
- Ismael Miranda
- Adalberto Santiago
- Andy Montañez
- Roberto Roena
- Bobby Valentín
- Bobby Cruz
- Richie Ray
- Luigi Texidor
- Hector "Bomberito" Zarzuela
- Reynaldo Jorge
- Eddie Montalvo
- Isidro Infante
- Ray Barretto
- Celia Cruz
- Eric Gale
- Larry Harlow
- Héctor Lavoe
- Pete "El Conde" Rodríguez
- Yomo Toro
- Cheo Feliciano
- Santos Colón
- Orestes Vilató
- Barry Rogers
- Carlos Santana
- Ray Maldonado
- Juancito Torres
- Rey Ramos
- Roberto Rodríguez
- Ismael Quintana
- Justo Bentancourt
- Sal Cuevas
- Leopoldo Pineda
- Luis "Perico" Ortiz
- Eddie Benitez
- Jose Mangual, Jr.
- Tommy Olivencia
- Mickey Cora
- Fausto Rey
- Eladio Jimenez
- La Lupe
- Mon Rivera
- Tito Valentin
- Mongo Santamaria
- Joe Bataan
- Louie Ramirez
- Gato Barbieri
- Markolino Dimond
- Frankie Dante
- Chivirico Davila
- Bobby Quesada
- Héctor Casanova
- Tito Allen
- Ralph Robles
- LeBrón Brothers
- Orlando Pabellón
- Junior Gonzales